# Europawahl in Rumänien 2024
- PSD-PNL: 19
- ADU: 3
- Unabh.: 1
- UDMR: 2
- Alianța AUR: 6
- S.O.S.: 2

- S&D: 11
- G/EFA: 1
- RE: 3
- EVP: 10
- EKR: 6
- NI: 2

Die Europawahl in Rumänien 2024 fand am 9. Juni als Teil der EU-weiten Europawahl 2024 statt. Sie war die fünfte Wahl zum Europäischen Parlament. In Rumänien wurden 33 der 720 Abgeordneten des Europaparlaments gewählt.
Zeitgleich fanden in Rumänien Kommunalwahlen statt.

## Ausgangslage

### Scheidendes Parlament
| Fraktion                       | Fraktion                                               | Mandate | Partei                                     | Partei                                      | Mandate |
| ------------------------------ | ------------------------------------------------------ | ------- | ------------------------------------------ | ------------------------------------------- | ------- |
|                                | Fraktion der Europäischen Volkspartei                  | 14 / 33 |                                            | Partidul Național Liberal                   | 10 / 33 |
|                                | Fraktion der Europäischen Volkspartei                  | 14 / 33 | Partidul Mișcarea Populară                 | 2 / 33                                      |         |
|                                | Fraktion der Europäischen Volkspartei                  | 14 / 33 | Demokratische Union der Ungarn in Rumänien | 2 / 33                                      |         |
|                                | Fraktion der Progressiven Allianz der Sozialdemokraten | 10 / 33 |                                            | Partidul Social Democrat                    | 8 / 33  |
|                                | Fraktion der Progressiven Allianz der Sozialdemokraten | 10 / 33 | Pro România                                | 1 / 33                                      |         |
|                                | Fraktion der Progressiven Allianz der Sozialdemokraten | 10 / 33 | Partidul Umanist Social Liberal            | 1 / 33                                      |         |
|                                | Renew Europe                                           | 7 / 33  |                                            | Reînnoim Proiectul European al României     | 5 / 33  |
|                                | Renew Europe                                           | 7 / 33  | Uniunea Salvați România                    | 2 / 33                                      |         |
|                                | Europäische Konservative und Reformer                  | 1 / 33  |                                            | Partidul Național Țărănesc Creștin Democrat | 1 / 33  |
|                                | Die Grünen/Europäische Freie Allianz                   | 1 / 33  |                                            | Unabhängige                                 | 1 / 33  |
|                                |                                                        |         |                                            |                                             |         |
| Quelle: Europäisches Parlament |                                                        |         |                                            |                                             |         |

### Listen und Parteien
| N.                               | Liste | Liste                                               | Partei                                              | Partei                                              | Europapartei | Erstplatzierter in der Liste |
| -------------------------------- | ----- | --------------------------------------------------- | --------------------------------------------------- | --------------------------------------------------- | ------------ | ---------------------------- |
| 1                                |       | Alianța Electorală PSD-PNL                          |                                                     | Partidul Social Democrat (PSD)                      | SPE          | Mihai Tudose                 |
| 1                                |       | Alianța Electorală PSD-PNL                          | Partidul Național Liberal (PNL)                     | EVP                                                 |              | Mihai Tudose                 |
| 2                                |       | S.O.S. România                                      | S.O.S. România                                      | S.O.S. România                                      | –            | Diana Iovanovici-Șoșoacă     |
| 3                                |       | Alianța Dreapta Unită (ADU)                         |                                                     | Uniunea Salvați România (USR)                       | ALDE         | Dan Barna                    |
| 3                                |       | Alianța Dreapta Unită (ADU)                         | Partidul Mișcarea Populară (PMP)                    | EVP                                                 |              | Dan Barna                    |
| 3                                |       | Alianța Dreapta Unită (ADU)                         | Forța Dreptei (FD)                                  | –                                                   |              | Dan Barna                    |
| 4                                |       | Alianța România Socialistă (ARS)                    |                                                     | Partidul Socialist Român (PSR)                      | EL           | Lucia Stanciu                |
| 4                                |       | Alianța România Socialistă (ARS)                    | Partidul Social Democrat al Muncitorilor (PSDM)     | –                                                   |              | Lucia Stanciu                |
| 5                                |       | Alianța AUR                                         |                                                     | Alianța pentru Unirea Românilor (AUR)               | –            | Cristian Terheș              |
| 5                                |       | Alianța AUR                                         | Partidul Național Conservator Român (PNCR)          | –                                                   |              | Cristian Terheș              |
| 5                                |       | Alianța AUR                                         | Partidul Republican din România (PRR)               | –                                                   |              | Cristian Terheș              |
| 6                                |       | Alternativa Dreaptă (AD)                            | Alternativa Dreaptă (AD)                            | Alternativa Dreaptă (AD)                            | EKR          | Adela Mîrza                  |
| 7                                |       | Partidul Diaspora Unită (PDU)                       | Partidul Diaspora Unită (PDU)                       | Partidul Diaspora Unită (PDU)                       | –            | Florin Călinescu             |
| 8                                |       | Partidul Umanist Social Liberal (PUSL)              | Partidul Umanist Social Liberal (PUSL)              | Partidul Umanist Social Liberal (PUSL)              | –            | Cristian Barbu               |
| 9                                |       | Reînnoim Proiectul European al României (REPER)     | Reînnoim Proiectul European al României (REPER)     | Reînnoim Proiectul European al României (REPER)     | –            | Dacian Cioloș                |
| [10]                             |       | Partidul Oamenilor Liberi (POL)                     | Partidul Oamenilor Liberi (POL)                     | Partidul Oamenilor Liberi (POL)                     | –            | Andrei Chebutiu              |
| 11                               |       | Uniunea Democrată Maghiară din România (UDMR/RMDSZ) | Uniunea Democrată Maghiară din România (UDMR/RMDSZ) | Uniunea Democrată Maghiară din România (UDMR/RMDSZ) | EVP          | Iuliu Winkler                |
| 12                               |       | Partidul România Mare (PRM)                         | Partidul România Mare (PRM)                         | Partidul România Mare (PRM)                         | –            | Dorel-Constantin Onaca       |
| [13]                             |       | Partidul Noua Românie (PNR)                         | Partidul Noua Românie (PNR)                         | Partidul Noua Românie (PNR)                         | –            | Sebastian Constantin Popescu |
| 14                               |       | Partidul Patrioților (PP)                           | Partidul Patrioților (PP)                           | Partidul Patrioților (PP)                           | –            | Iulian Surugiu               |
| [15]                             |       | Partidul Național Țărănesc Maniu-Mihalache (PNȚMM)  | Partidul Național Țărănesc Maniu-Mihalache (PNȚMM)  | Partidul Național Țărănesc Maniu-Mihalache (PNȚMM)  | –            | Liviu Petrina                |
|                                  |       |                                                     |                                                     |                                                     |              |                              |
| Quelle: Biroul electoral central |       |                                                     |                                                     |                                                     |              |                              |

### Unabhängige
| N.                               | Liste | Liste      | Europapartei | Erstplatzierter in der Liste |
| -------------------------------- | ----- | ---------- | ------------ | ---------------------------- |
| [1]                              |       | Unabhängig | –            | Paul-Octavian Jurma          |
| 2                                |       | Unabhängig | –            | Paula-Marinela Pîrvănescu    |
| 3                                |       | Unabhängig | –            | Vlad-Dan Gheorghe            |
| [4]                              |       | Unabhängig | –            | Ilie-Cătălin Mustățea        |
| 5                                |       | Unabhängig | –            | Nicolae Ștefănuță            |
| [6]                              |       | Unabhängig | –            | Petru Mîndru                 |
| 7                                |       | Unabhängig | –            | Dumitru-Silvestru Șoșoacă    |
|                                  |       |            |              |                              |
| Quelle: Biroul electoral central |       |            |              |                              |

## Ergebnis

### Nach Parteien
| Listen                           | Listen | Stimmen    | %    | Mandate | +/-           |
| -------------------------------- | --- | ---------- | ---- | ------- | ------------- |
|                                  | Alianța Electorală PSD-PNL Partidul Social Democrat (PSD) Partidul Național Liberal (PNL)                                                               | 4.339.107  | 48,6 | 19 11 8 | Neu ▲2 ▼2     |
|                                  | Alianța AUR Alianța pentru Unirea Românilor (AUR) Partidul Național Conservator Român (PNCR) Partidul Republican din România (PRR)                      | 1.333.921  | 14,9 | 6 5 1 0 | Neu           |
|                                  | Alianța Dreapta Unită Uniunea Salvați România (USR) Partidul Mișcarea Populară (PMP) Forța Dreptei (FD)                                                 | 777.211    | 8,7  | 3 2 1 0 | Neu ▼2 ▼1 Neu |
|                                  | Romániai Magyar Demokrata Szövetség (UDMR/RMDSZ) | 579.046    | 6,5  | 2       | ▬             |
|                                  | S.O.S. România (S.O.S.) | 449.713    | 5,0  | 2       | Neu           |
|                                  | Reînnoim Proiectul European al României (REPER) | 333.681    | 3,7  | –       | Neu           |
|                                  | Partidul Diaspora Unită (PDU) | 159.730    | 1,8  | –       | Neu           |
|                                  | Partidul Umanist Social Liberal (PUSL) | 132.150    | 1,5  | –       | Neu           |
|                                  | Partidul Patrioților (PP) | 65.375     | 0,7  | –       | Neu           |
|                                  | Partidul România Mare (PRM) | 59.206     | 0,7  | –       | Neu           |
|                                  | Alternativa Dreaptă (AD) | 40.214     | 0,5  | –       | Neu           |
|                                  | Alianța România Socialistă Partidul Socialist Român (PSR) Partidul Social Democrat al Muncitorilor (PSDM)                                               | 37.064     | 0,4  | –       | Neu ▬ Neu     |
|                                  | Unabhängige - Nicolae Ștefănuță (275.228) – Gewählt - Vlad Gheorghe (221.152) - Dumitru-Silvestru Șoșoacă (80.176) - Paula-Marinela Pîrvănescu (51.012) | 627.568    | 7,0  | 1       | ▲1            |
| Gesamt                           | Gesamt | 8.933.986  | 100  | 33      | ▬             |
|                                  | |            |      |         |               |
| Ungültige Stimmen                | Ungültige Stimmen | 488.261    | 5,2  |         |               |
| Wähler                           | Wähler | 9.422.247  | 52,3 |         |               |
| Wahlberechtigte                  | Wahlberechtigte | 18.006.475 |      |         |               |
|                                  | |            |      |         |               |
| Quelle: Biroul electoral central | |            |      |         |               |

### Fraktionen im Europaparlament
| Fraktion | Fraktion                                               | Mandate | Partei                                        | Partei                                | Mandate |
| -------- | ------------------------------------------------------ | ------- | --------------------------------------------- | ------------------------------------- | ------- |
|          | Fraktion der Progressiven Allianz der Sozialdemokraten | 11 / 33 |                                               | Partidul Social Democrat (PSD)        | 11 / 33 |
|          | Fraktion der Europäischen Volkspartei                  | 10 / 33 |                                               | Partidul Național Liberal (PNL)       | 8 / 33  |
|          | Fraktion der Europäischen Volkspartei                  | 10 / 33 | Uniunea Democrată Maghiară din România (UDMR) | 2 / 33                                |         |
|          | Europäische Konservative und Reformer                  | 6 / 33  |                                               | Alianța pentru Unirea Românilor (AUR) | 5 / 33  |
|          | Europäische Konservative und Reformer                  | 6 / 33  | Partidul Național Conservator Român (PNCR)    | 1 / 33                                |         |
|          | Renew Europe                                           | 3 / 33  |                                               | Uniunea Salvați România (USR)         | 2 / 33  |
|          | Renew Europe                                           | 3 / 33  | Partidul Mișcarea Populară (PMP)              | 1 / 33                                |         |
|          | Die Grünen/Europäische Freie Allianz                   | 1 / 33  |                                               | Unabhängiger                          | 1 / 33  |
|          | Fraktionslose                                          | 2 / 33  |                                               | S.O.S. România (SOS RO)               | 2 / 33  |